# 9-дорожечная лента

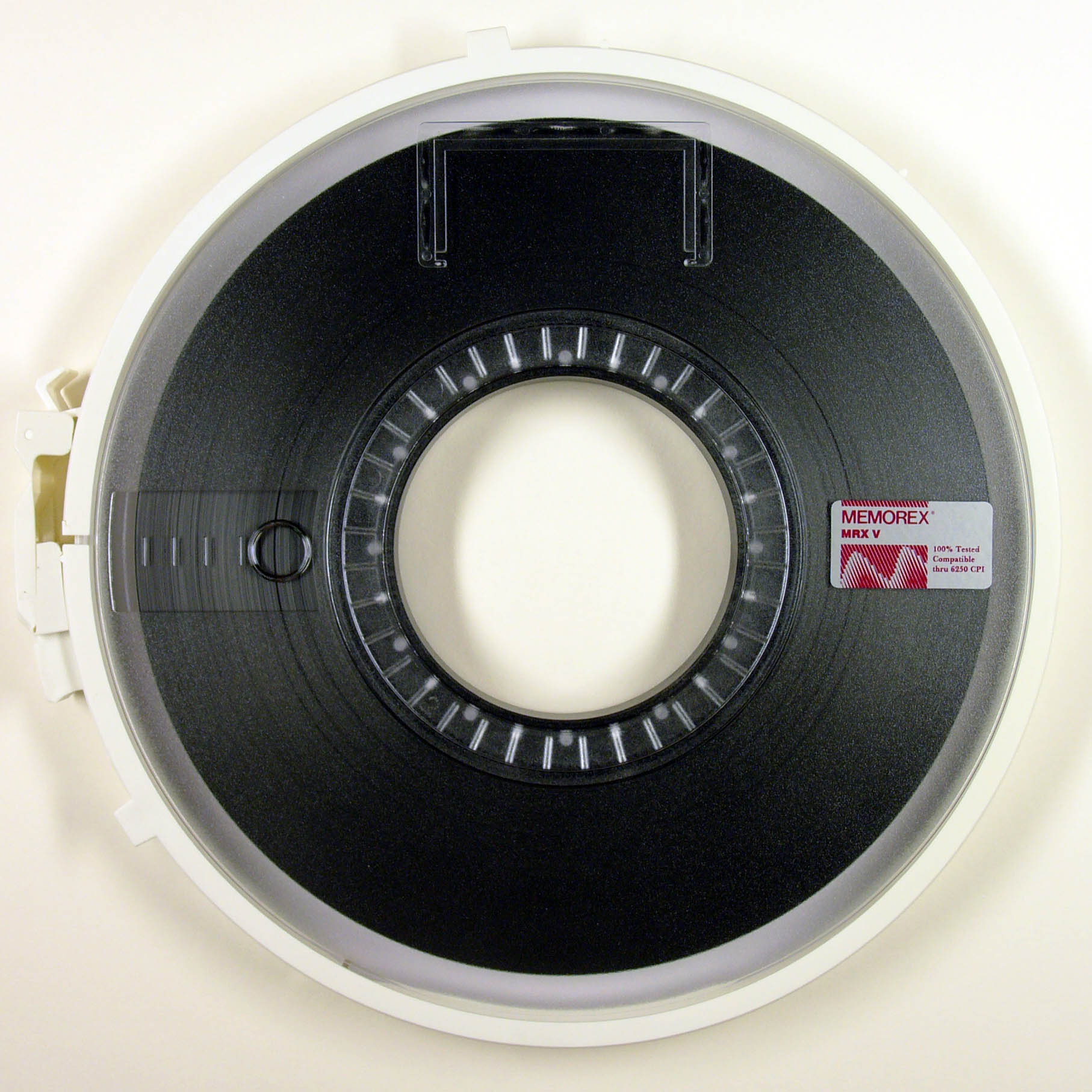
Стандартная катушка 9-дорожечной ленты

9-доро́жечная ле́нта — стандарт записи на магнитную ленту, разработанный компанией IBM и распространённый на больших компьютерах с 1960-х по 1980-е годы.

## Основные особенности
Широкое распространение ленточных накопителей было связано с большими ЭВМ и, в частности, мейнфреймами IBM. С 1952 года IBM использовала 7-дорожечную ленту шириной ½ дюйма для линейной записи 6-битных символов (с дополнительным битом чётности). После появления в 1964 году семейства IBM System/360, где применялись 8-битные символы, на той же ленте шириной ½ дюйма стали размещать уже 9 дорожек. Такой формат впоследствии распространился также в системах других производителей и широко использовался до 1980-х годов. В СССР этот стандарт магнитных лент абсолютно доминировал благодаря использованию ленточных накопителей семейства ЕС ЭВМ, в том числе и в составе компьютеров других архитектур. 
Использовались устройства с плотностью записи 32, 63 и 243 бит/мм (800, 1600 и 6250 бит/дюйм), что соответствовало ёмкости одной стандартной катушки ленты, соответственно, 20, 40 и 140 Мбайт (в СССР устройства с плотностью 243 бит/мм не успели получить распространения). Наряду со стандартными катушками диаметром 267 мм (10,5 дюймов), содержащими 730 метров ленты, в ходу были также катушки уменьшенного диаметра 178 мм (7 дюймов), содержащие 183 метра ленты, но более компактные, помещавшиеся в обычную сумку.

## Устройство

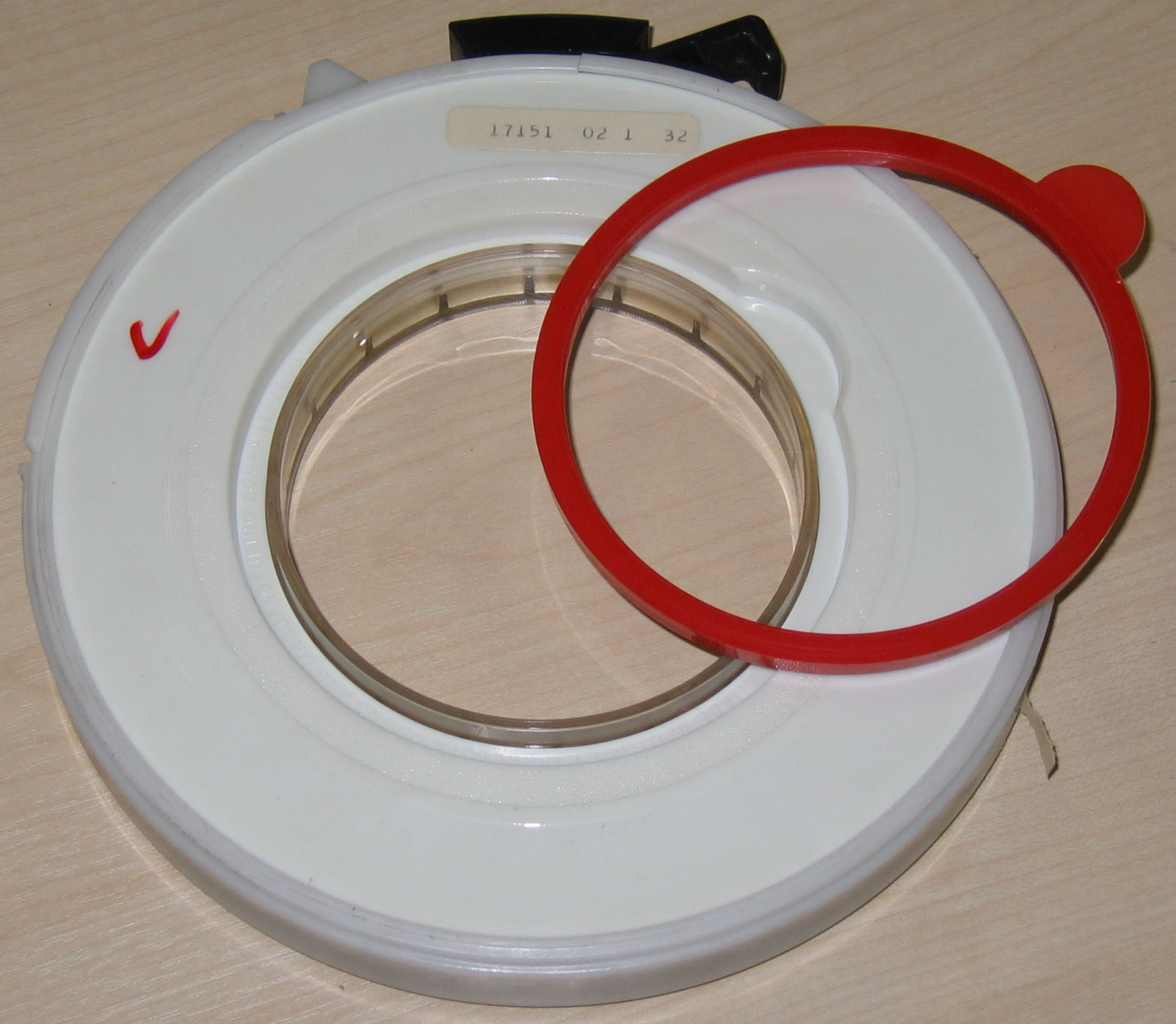
Уменьшенная катушка со снятым кольцом защиты от записи

Устройство носителя было очень простое — пластиковая катушка (бобина), на которую свободно наматывалась лента шириной 12.7 мм (0.5 дюйма), снаружи вручную надевалось закрывающее ленту кольцо, а в основании катушки устанавливалось специальное кольцо защиты от записи, при изъятии которого запись на ленту блокировалась. Конец ленты сматывался с катушки вручную и направлялся в лентопротяжный механизм при установке катушки, далее лента пневматически подавалась на приёмную катушку, установленную в устройстве.

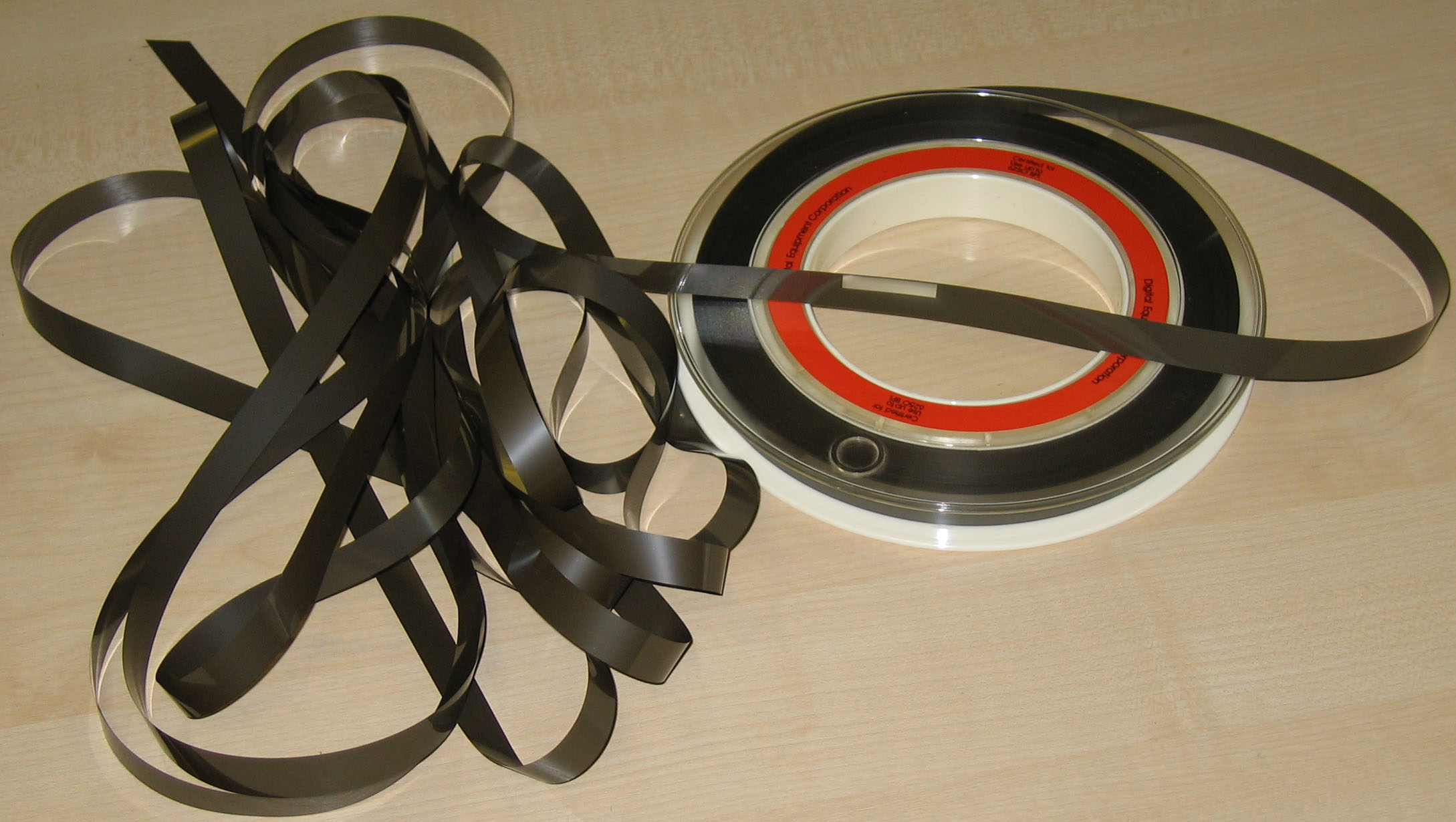
Наклейка — маркер начала ленты

Между подающей катушкой и блоком головок, а также блоком головок и приёмной катушкой лента при работе образовывала две свободные петли, размеры и натяжение которых регулировались пневматически — петля засасывалась в специальный «вакуумный карман» с регулируемым давлением. Начало и конец рабочей зоны магнитной ленты (в нескольких метрах от физического конца) определялись по приклеенным на неё светоотражающим наклейкам из фольги.

## Интересные факты
- 9 дорожек позволяли записать в каждом положении ленты ровно один байт (8 информационных разрядов плюс 1 контрольный), причём 9-дорожечная лента была изобретена вместе с байтами для системы IBM System/360[1].
- Большинство устройств позволяли для экономии времени по специальному запросу программы выполнять такой трюк, как чтение ленты при её движении в обратном направлении, при этом порядок данных в читаемом программой файле оказывался реверсивным. Этот трюк нашёл отражение в атрибуте файла BACKWARDS в языке ПЛ/1.
- До настоящего времени действует ГОСТ 20731-86 «Ленты магнитные шириной 12,7 мм с 9-дорожечной записью плотностью 63 бит/мм способом фазового кодирования. Технические требования».